# 29477 Zdíkšíma
(29477) Zdíkšíma, denumire internațională (29477) Zdiksima, este un asteroid din centura principală de asteroizi.

## Descriere
29477 Zdíkšíma este un asteroid din centura principală de asteroizi. A fost descoperit pe 31 octombrie 1997 la Observatorul Kleť de Jana Tichá și Miloš Tichý. Asteroidul prezintă o orbită caracterizată de o semiaxă mare de 2,52 ua, o excentricitate de 0,09 și o înclinație de 10,6° în raport cu ecliptica.